# The Cult is Alive
The Cult Is Alive är ett musikalbum av det norska black metal-bandet Darkthrone, utgivet 2006 av skivbolaget Peaceville Records. The Cult Is Alive är Darkthrones elfte studioalbum.

## Låtlista
1. "The Cult of Goliath" – 4:02
2. "Too Old Too Cold" – 3:04
3. "Atomic Coming" – 4:51
4. "Graveyard Slut" – 4:04
5. "Underdogs and Overlords" – 4:02
6. "Whisky Funeral" – 3:59
7. "De underjordiske" – 3:14
8. "Tyster på Gud" – 3:09
9. "Shut Up" – 4:46
10. "Forebyggende krig" – 3:41

- Text: Fenriz (alla låtar)
- Musik: Fenriz (spår 3, 4, 8, 10), Nocturno Culto (spår 1, 2, 5, 6, 7, 9)

## Medverkande
Musiker (Darkthrone-medlemmar)
- Nocturno Culto (Ted Arvid Skjellum) – sång, gitarr, basgitarr
- Fenriz (Gylve Fenris Nagell) – trummor, sång, gitarr

Produktion
- Darkthrone – producent
- Nocturno Culto – ljudtekniker, ljudmix
- Guy Davie – mastring
- Trine Paulsen – omslagsdesign, omslagskonst
- Kim Sølve (Kim Sølve Madsen) – omslagsdesign, omslagskonst
- Metalion (Jon Kristiansen) – foto